# Conjunt instrumental

Conjunt de jazz

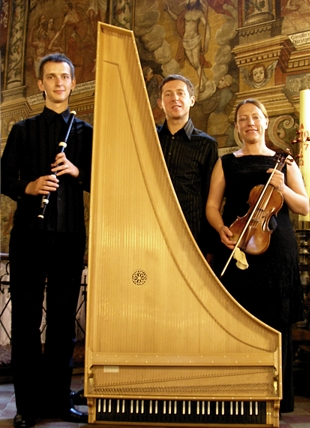
Conjunt de música barroca

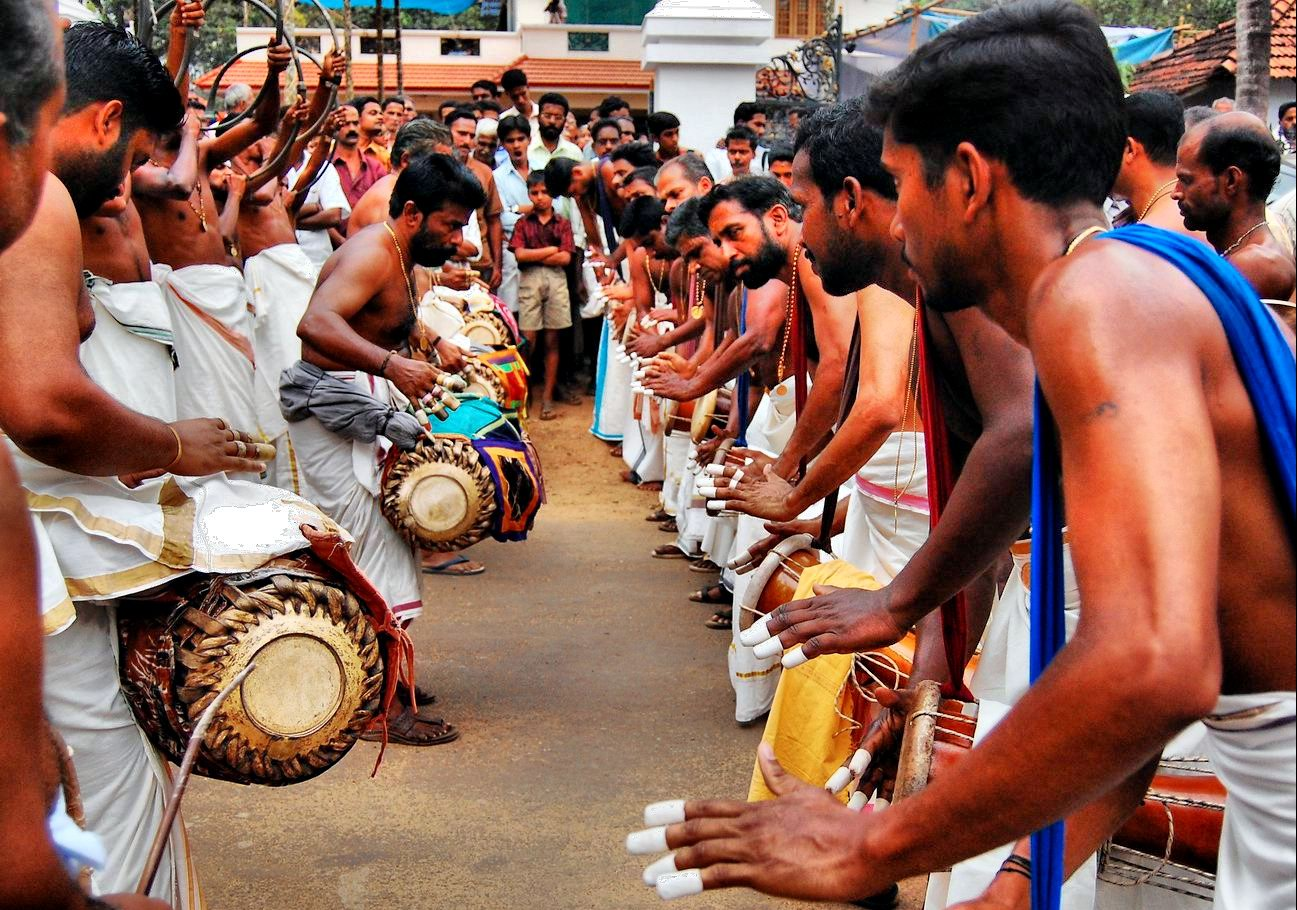
Panchavadyam, de Kerala, Índia

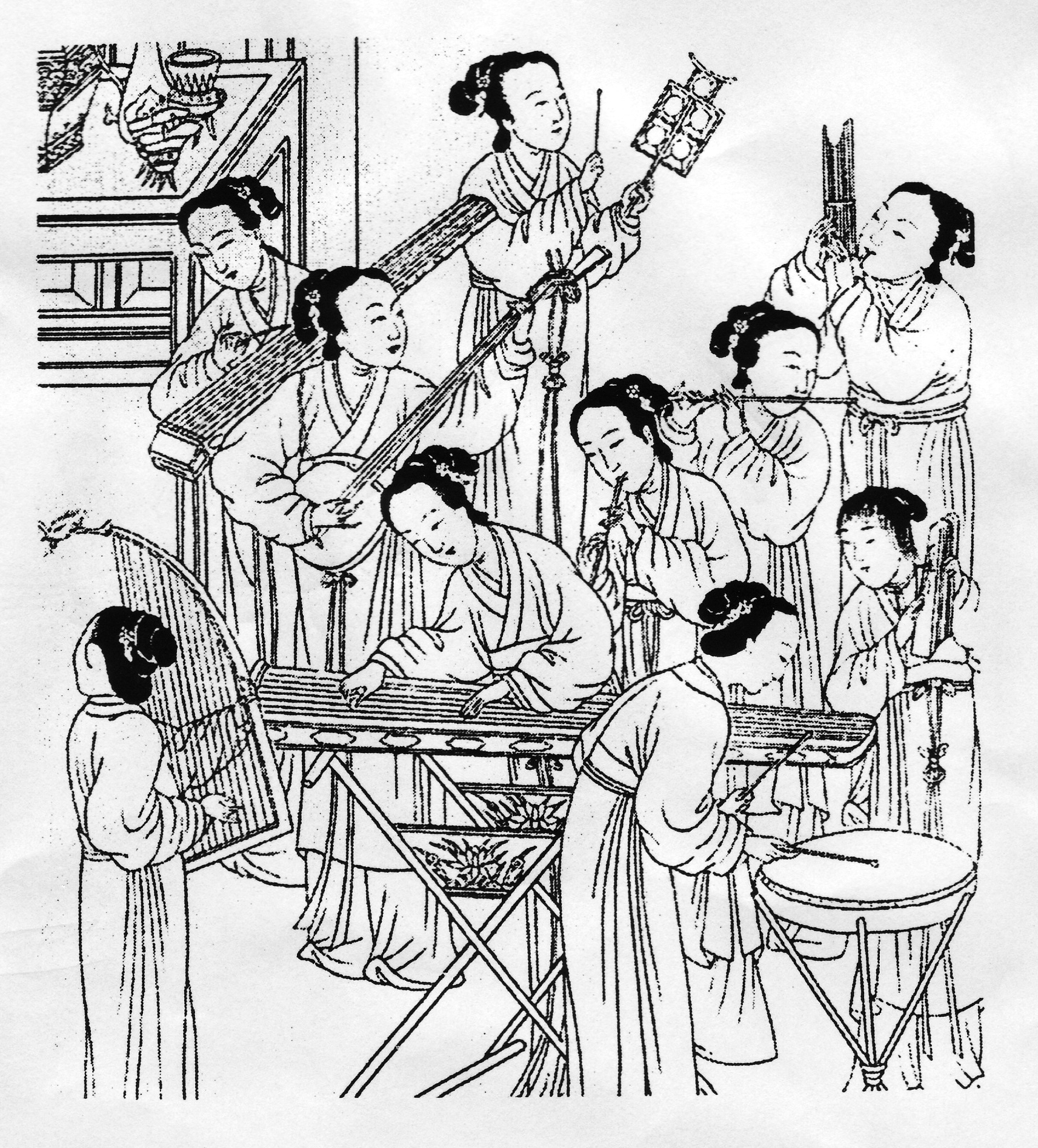
Antic gravat xinès representant un conjunt instrumental

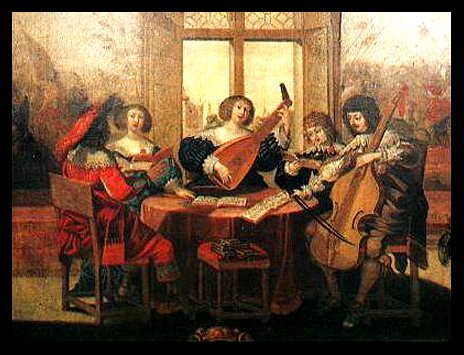
Un conjunt instrumental acompanya uns cantors en un quadre francès de 1635

Un conjunt instrumental és un grup d'instruments que aborda col·lectivament la interpretació d'alguna composició especialment composta, arranjada per a ells; o les parts d'una composició dissenyades per a ells.
Un conjunt instrumental pot abordar tot sol la interpretació d'una composició musical, però també pot portar a terme l'acompanyament d'una obra vocal o coral o participar en obres pluridisciplinàries en les quals la música es combina amb altres arts com puguin ser el teatre, la dansa, etc.
Les directrius estètiques predominants en cada moment són les que han fet que predominessin més unes tipologies de conjunts o bé unes altres. No sols hem d'entendre que ha estat la voluntat dels compositors de compondre per a un conjunt o uns altres el que ha fet que predominessin uns i no uns altres en cada moment sinó també la mateixa pràctica interpretativa que portava a cercar unes combinacions i a defugir-ne unes altres en funció de múltiples aspectes entre els quals l'accessibilitat a uns determinats instruments, i l'estima pels resultats sonors, concretament tímbrics d'unes determinades combinacions per sobre d'altres.
Al llarg de segles en la història de la música europea, es poden distingir diverses tendències que es poden considerar contraposades i entre les quals es troben múltiples posicions intermèdies que són les que s'adopten en molts casos. Per una banda sembla fàcil poder distingir entre conjunts instrumentals pensats i dissenyats per a la interpretació a l'aire lliure, i instruments pensats per a la interpretació en recintes tancats i més aviat íntims, fins i tot, en alguns casos. Els conjunts de ministrils de la Baixa Edat Mitjana i del Renaixement, així com les bandes de música o la cobla en temps més moderns es troben entre els primers; en canvi, el quartet de corda o els conjunts de violes de gamba del Renaixement i del Barroc es troben entre els segons; entremig, l'orquestra va anar augmentant les seves dimensions a mesura que augmentaven les dels recintes en els quals havien d'actuar.
De l'altra, hi ha grups en els quals sembla evident que allò que se cerca és l'homogeneïtat tímbrica com seria el cas del quartet de corda, els conjunts habituals al segle xvi constituïts per instruments de la mateixa família però de tessitures diferents (violes de gamba, flautes de bec, llaüts, etc.), o el quintet de metall, i altres en els quals se cerca la diversitat de timbres i fins i tot el contrast com els conjunts habituals de la música medieval tardana en els quals és freqüent que participin l'arpa, la flauta, el saltiri, el llaüt o l'orgue, o la mateixa orquestra amb tota la seva organització per grups i famílies. En altres casos hi ha una certa similitud tímbrica, com en el cas del quintet de vent atès que tots són de vent però amb embocadures diverses, o del gamelan d'Indonèsia amb instruments totalment o majoritàriament de percussió però amb timbres ben diferenciats.
Al llarg de segles, i en especial dels tres darrers segles, s'ha configurat una sèrie de conjunts instrumentals més estandarditzats que altres, per als quals els compositors han compost més i que tenen més repertori, especialment d'autors reconeguts, coda que, al seu torn, esperona la creació de nous grups d'aquestes característiques. Altres instruments, per la seva banda, i en especial aquells que no concorren gaire sovint en els grups estàndard, tendeixen a fer conjunts considerablement extensos de tipus homogeni; tal és el cas de l'acordió o de la guitarra així com altres instruments de corda polsada que constitueixen grups íntegrament formats per instruments de corda polsada, sovint de tessitures diverses, com poden ser els de bandures a Ucraïna o de Tamburas a Hongria.